# Glas
 Ovo je glavno značenje pojma Glas. Za druga značenja pogledajte Glas (razdvojba).
Glas (također i glasnik, fon) u jezikoslovlju predstavlja najmanji raspoznatljivi govorni odsječak, to jest najmanju raspoznatljivu govornu jedinicu. Glas je najmanji odsječak govora koji se može ponavljati ili zamjenjivati.
Glas je najmanja jezična jedinica kojom se može razlikovati značenje riječi. Znak kojim se glas bilježizove se slovo.
Glasovi se mogu podijeliti prema načinu tvorbe, prema mjestu tvorbe i prema zvučnosti
Dva su glasa različita ako se razlikuju za barem jedno opažajno obilježje. Tako je glas [n] u riječi Ana različit od glasa [ŋ] u riječi Anka. Prvi je glas po mjestu tvorbe nadzubni (alveolarni) a drugi mekonepčani (velarni).

## Podjela glasova u hrvatskom

### Samoglasnici
Samoglasnici, otvornici ili vokali u fonetskom su smislu glasovi koji se stvaraju bez zapreke u govornom traktu tako da zračna struja slobodno prolazi od pluća do usana.
Samoglasnici su u standardnom hrvatskom jeziku u fonetskom smislu: [a], [e], [i], [o], [u] i dvoglas [ie] (ije).
U fonološkom smislu samoglasnici su slogotvorni glasovi.
U tom se smislu, osim gore navedenih samoglasnika, i slogotvorno [r̩] predstavlja kao samoglasnik u hrvatskom jeziku (primjeri su riječi crv, prst).

### Suglasnici
Suglasnici, zatvornici ili konsonanti (u fonetskom smislu) glasovi su koji se stvaraju tako da je prolaz zračnoj struji potpuno ili djelomično zatvoren.
Suglasnici u hrvatskom jeziku jesu: [b], [ts] (c), [tʃ] (č), [tɕ] (ć), [d], [dʒ] (dž), [dʑ] (đ), [f], [g], [x] (h), [j], [k], [l], [ʎ] (lj), [m], [n], [ɲ] (nj), [p], [r], [s], [ʃ] (š), [t], [ʋ] (v), [z] i [ʒ] (ž).
Suglasnici se dijele po tvorbenom mjestu i načinu.
Suglasnici po tvorbenom mjestu:
- usnenici: b, p, m
- zubousnenici: v, f
- zubnici: c, z, s, d, t, n
- desnici: r, l
- nepčanici: j, lj, nj, đ, dž, š, č, ć, ž
- jedrenici: k, g, h

Suglasnici po tvorbenom načinu: zvonačnici (sonanti) i šumnici (konsonanti).
Šumnici se po zvučnosti dijele na zvučne i bezvučne:
| zvučni   | b | d | g | z | ž | đ | dž | – | – | – |
| bezvučni | p | t | k | s | š | ć | č  | f | h | c |